# 鈍吻彎線䲁
鈍吻彎線鳚（学名：Helcogramma obtusirostre），又名狗鰷、三鰭鳚，為輻鰭魚綱䲁形目三鰭䲁科彎線䲁屬下的一個種，分布於印度西太平洋區，從紅海至南非、向東至巴布亞紐幾內亞，北至日本、東南大西洋的亞森松島和聖赫勒拿島海域，深度0至30公尺，本魚體型小呈圓柱狀，眼眶上具觸鬚，頸部及腹部裸露，尾鰭基部有鱗片2列，身體在水下呈半透明狀，雄魚頭部上方呈紅色，眼睛下方有許多黑色素細胞，延伸至胸鰭基部，臉頰上有淺藍色線條，下方有藍色斑塊，身體帶有「H」形條紋，條紋為白色，腹部為粉紅色，背鰭半透明，有白色和紅色條紋，腹鰭和尾鰭呈粉紅色，胸鰭有紅色和白色斑紋；雌魚呈深綠色，腹部顏色較淺，有暗區形成鋸齒狀圖案，背鰭有淺色斑點的色素沉著，第一背鰭斑點小黑色，背鰭基部三分之一與整個臀鰭白色，背鰭硬棘15-18枚、背鰭軟條9-10枚、臀鰭硬棘1枚、臀鰭軟條18-19枚，體長可達3.8公分，棲息在潮間帶至水下30公尺的岩礁區，以藻類為食，生活習性不明。

## 扩展阅读
- 維基物種上的相關：鈍吻彎線鳚

1. ↑  Holleman, W. . The IUCN Red List of Threatened Species. 2014, 2014: e.T178981A1555295  [20 November 2021]. doi:10.2305/IUCN.UK.2014-3.RLTS.T178981A1555295.en .